# 金邊皇家車站

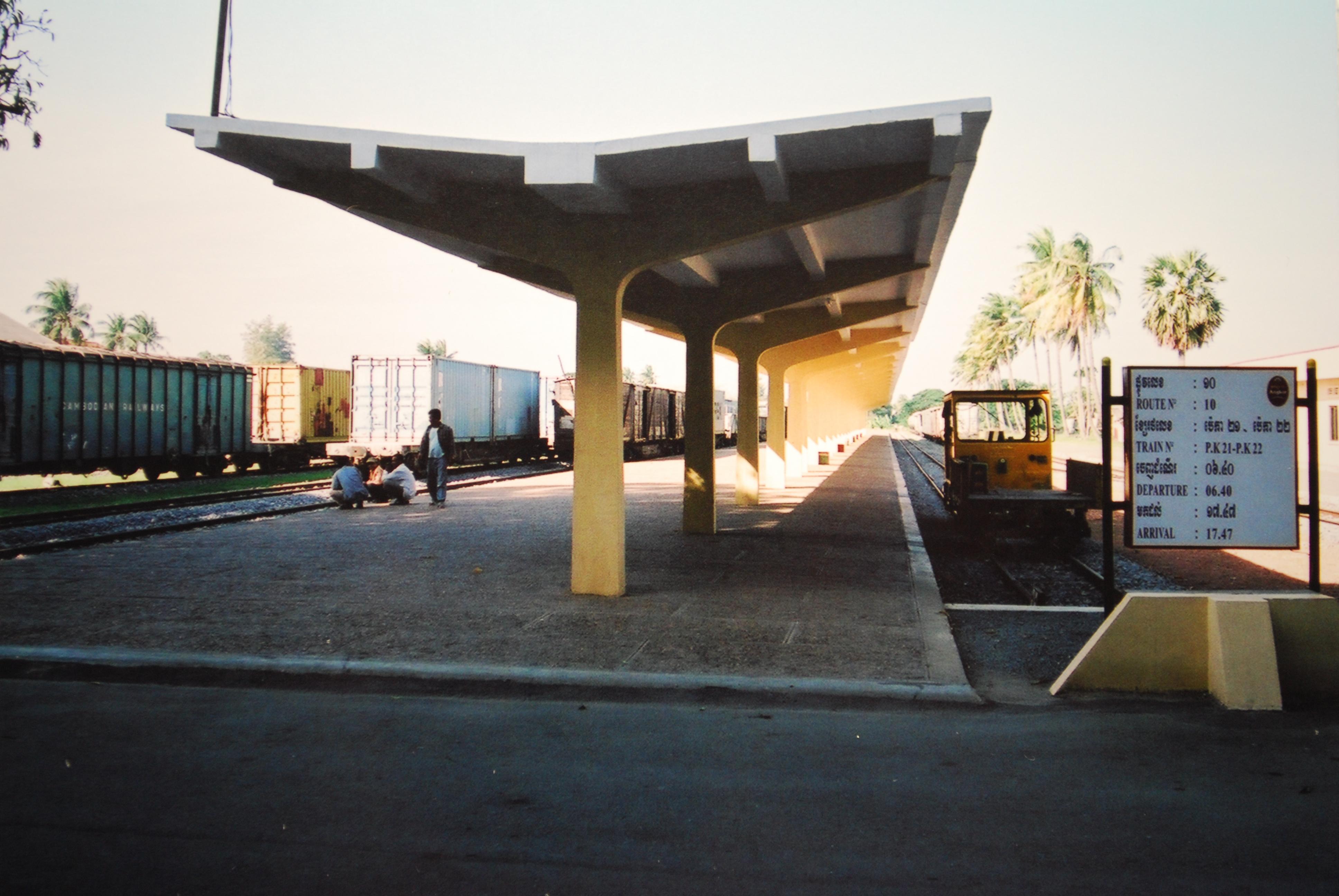
2004年翻新前的月台

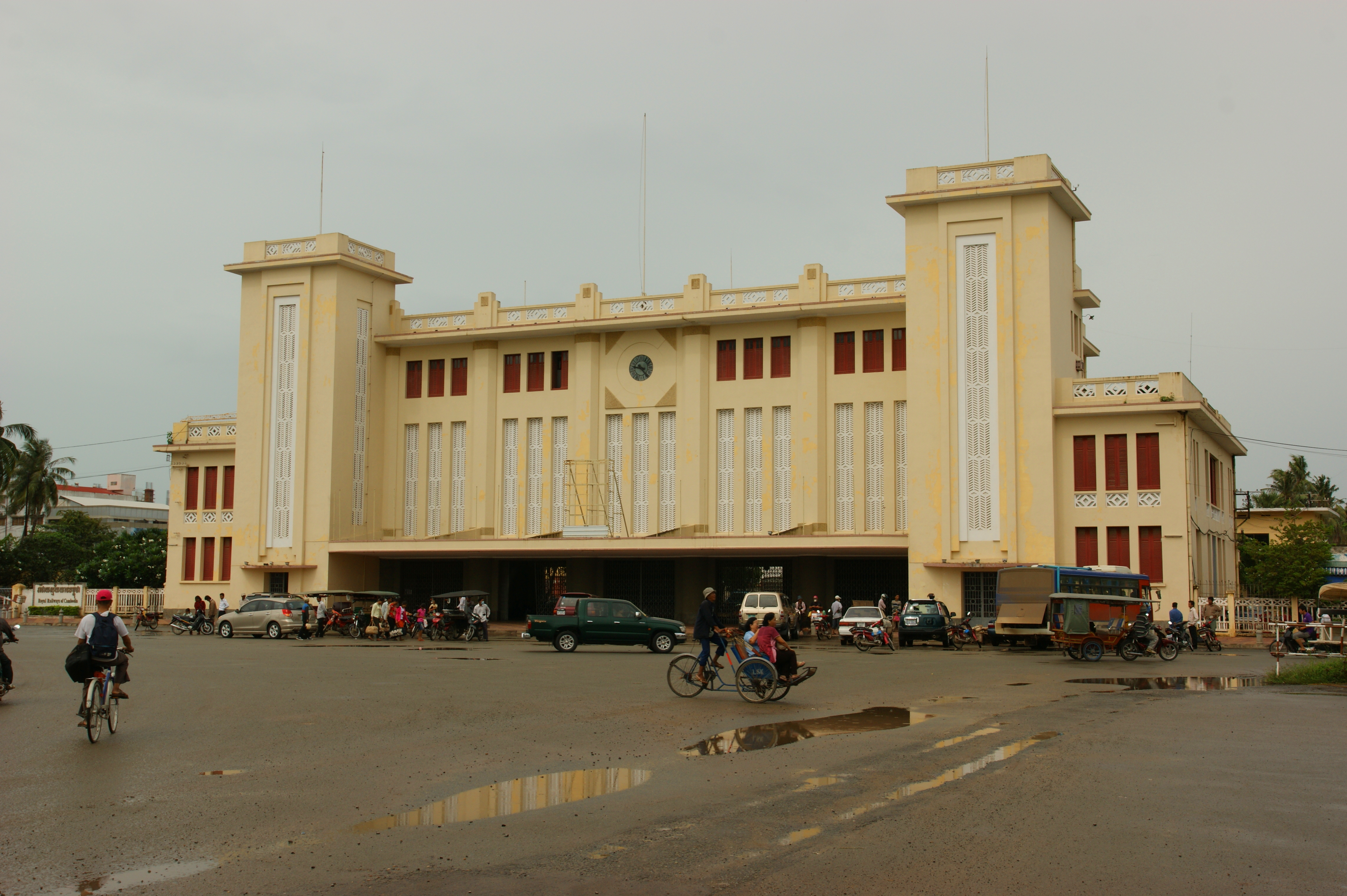
下雨天的鐵路車站

金邊皇家車站是柬埔寨金邊的一個鐵路車站，鄰近健康科學大學、國家管理大學和加拿大大使館，以及高級飯店金邊萊佛士皇家酒店（Hotel Le Royal）。
截至2014年2月，車站只用作零星的貨物運輸、主要是油罐列車。車站在經過翻新後在2010年10月22日重開，目前車站作為電信商的營業所、咖啡店並設有售票處。

## 延伸閱讀
- Osborne, Milton E. . Signal Books. 2008. ISBN 978-1-904955-40-5.

## 外部連結
- Wikimapia: Phnom Penh train station （页面存档备份，存于）
- （页面存档备份，存于） Cambodia Train Schedule]